# Resolució 1646 del Consell de Seguretat de les Nacions Unides
La Resolució 1646 del Consell de Seguretat de les Nacions Unides fou adoptada el 20 de desembre de 2005. Després de recordar la Resolució 1645 (2005), adoptada immediatament abans d'aquesta resolució, el Consell es va adreçar als membres de la Comissió de les Nacions Unides per a la Consolidació de la Pau.
El Consell de Seguretat va decidir que els cinc membres permanents del Consell de Seguretat -Xina, França, Rússia, Regne Unit i Estats Units- i dos membres no permanents participessin en el Comitè d'Organització del Consell de Seguretat Comissió de Consolidació de la Pau. A més, la resolució va afirmar que l'informe anual de la Comissió de Consolidació de la Pau també es presentés al Consell per debatre'l.
La resolució 1646 va ser aprovada per 13 vots a favor i cap en contra i dues abstencions de l'Argentina i Brasil, ambdues preocupades pel fet de ser membre de la Comissió de Consolidació de la Pau i la participació de la Consell de Seguretat.